# الخيام (خولان)

تعديل مصدري - تعديل

الخيام هي إحدى قرى عزلة الاعروش بمديرية خولان التابعة لمحافظة صنعاء، بلغ تعداد سكانها 589 نسمة حسب تعداد اليمن لعام 2004.